# Combat de Bàscara
 (février 2025).
Guerres de la Révolution française
Batailles
Le combat de Bàscara, s'est déroulé le 17 floréal an III (6 mai 1795), entre les troupes françaises de Catherine-Dominique de Pérignon et les troupes espagnoles dirigée par José de Urrutia (es), lors de la guerre du Roussillon pendant les guerres de la Révolution française de la Première Coalition. 

## Préambule
Après la bataille de Figueras en novembre 1794, le général Dominique-Catherine Pérignon et son armée des Pyrénées orientales ont l'occasion de pousser plus loin dans le nord-est de l'Espagne. Les forces espagnoles adverses étaient désorganisées et manquaient d'équipement. Leur commandant, le général de La Union avait été tué à Figueras, et un nouveau général, José de Urrutia y de las Casas (es), avait pris le commandement. Cependant, au lieu de pousser vers Gérone et Barcelone, Pérignon se laissa entraîner dans le siège de la petite forteresse de Roses. Le siège s'éternise jusqu'au 3 février 1795. La majeure partie de la garnison réussie à s'échapper, grâce au contrôle espagnol de la mer. Ce retard permit aux Espagnols de reconstruire leur armée, d'appeler des unités de milice et de transférer des unités régulières d'autres fronts. Le printemps de 1795 vit également la formation d'unités de volontaires dont les membres combattirent pour des motifs patriotiques et religieux.
La maladie et la désertion avaient réduit l'armée française des Pyrénées-Orientales. L'animosité entre Pérignon et le général Augereau, son commandant le plus victorieux, entrave également les opérations. Le gouvernement français décida de remplacer Pérignon par un commandant qui ne connaissait pas les forces françaises en Espagne. Le général Barthélemy Louis Joseph Schérer est ainsi transféré, du commandement de l'armée française d'Italie à l'Espagne au printemps 1795 ( le 3 mars 1795 (13 ventôse de l'an III)). Il reçut l'ordre de ne pas prendre l'offensive à moins qu'il ne pense qu'il remporterait la victoire dans les batailles qui s'ensuivraient. 
Réprimandé par ces ordres, Schérer décida néanmoins d'ouvrir une offensive à la fin du mois d'avril.
Ce fut d'abord une série de démonstrations, d'escarmouches insignifiantes. Ainsi, le 5 floréal an III (24 avril 1795), une colonne de la division général Augereau voulant profiter d'un profond rentrant que la Fluvia décrit vers Orfes (es), essaye de déboucher sur la rive gauche et ne peut y parvenir.
Le 6 floréal an III (25 avril 1795), un détachement parti reconnaitre le pont de Bàscara, est tourné par un bataillon de chasseurs espagnols, et se hâte de regagner Pontós.
Le 7 floréal an III (26 avril 1795), 4 000 Français, pour prendre leur revanche, se présentent de nouveau en face de Bàscara et lancent à droite et à gauche deux petites colonnes : la première, qui ne peut forcer le passage de la rivière vers Parets d'Empordà (es), la seconde, qui réussit à surprendre le poste mal gardé de Calabuig (es).
Enfin, le 9 et le 10 floréal an III (29 avril 1795), c'est la cavalerie castillane qui escadronne librement sur la rive gauche de la Fluvià et pousse des reconnaissances dans la plaine, jusque sur les hauteurs d'Armadas y Vilajoan (es) ce qui détermine Pérignon à rappeler à lui le reste des 1 800 chevaux encore cantonnés dans les provinces de l'intérieur, et que le printemps pouvait déjà nourrir en Catalogne.
Des scènes du même genre se reproduisaient dans les montagnes, et comme là, les petits postes français, éparpillés, avaient à soutenir tous les jours des luttes inégales, Pérignon les réunit sous les ordres du général Guillaume, leur adjoignit deux bataillons de chasseurs et quelques compagnies de grenadiers, portant ainsi leur effectif à 1 500 baïonnettes, puis il les envoya camper à Cistella, sur le Alt Empordà. Tentés par l'isolement et la faiblesse numérique de ce camp volant, les Espagnols résolurent de le cerner et de l'anéantir, mais ils furent contraints de regagner leurs bases après avoir perdu environ 800 hommes.

## Combat de Bàscara
Le 17 floréal an III (6 mai 1795), le général Pérignon prit à son tour l'offensive, autant pour ôter aux Espagnols l'envie de nous prévenir une seconde fois, que pour découvrir quels changements survenus dans leurs forces eu dans leurs positions, avaient pu les rendre tout à coup si audacieux. A en juger, en effet, par ses dispositions, le général républicain n'avait en vue qu'une simple reconnaissance, car, au lieu de faire converger ses efforts vers un but quelconque, il allait les disséminer sur tout sa ligne. C'étaient donc trois combats partiels, sans liaison, sans ensemble, que les trois divisions françaises allaient engager isolément, chacune devant elle.

### Attaque du centre
La division du centre fournit la colonne principale, qui se composait des brigades Point et Rougé, environ 4 000 combattants, savoir : 3 600 hommes d'infanterie, formant 10 bataillons, 200 hussards conduits par le chef de brigade Louis Jean Charles Bougon-Duclos, et deux compagnies d'artillerie à cheval. Cette colonne, dont le général en chef se réserva le commandement, suivit la grande route, et, à 5 heures du matin, elle débouchait sur la Fluvià.
La rive droite était surveillée, plutôt que défendue, par un mince cordon de, troupes légères, et 250 chevaux qui occupaient une petite plaine en aval de Bàscara. Le général Pérignon alors résolut de forcer le passage. En conséquence, il ordonna à la brigade Point, de se déployer sur la rive gauche pour la garder, et mettre en batterie, 4 obusiers destinés à ébranler la cavalerie espagnole, puis, à la brigade Rougé et à la brigade de chasseurs, de former deux colonnes et de franchir la rivière à droite et à gauche de Bàscara, de manière à éviter les feux de ce poste et enfin au colonel Louis Jean Charles Bougon-Duclos, d'aborder les escadrons ennemis, dès qu'ils commenceraient à flotter sous les obus du général Point.

Ce bourg, qui était à peine barricadé, fut aussitôt investi et enlevé par nos chasseurs, et comme notre colonne de gauche, qui avait marché droit sur Calabuig (es), était également maîtresse de ce village, la brigade Rougé n'eut, pour se former en bataille, qu'à s'étendre entre ces points. Quant au colonel Bougon-Duclos, entraîné par un excès d'ardeur, il continuait à poursuivre l'ennemi en retraite.
Cette retraite avait été convenue pour nous attirer sous le col Oriol, où le général Urrutia (es) avait massé son centre : l'infanterie sur les crêtes, l'artillerie à mi-côte, et la cavalerie au pied des hauteurs.

Le colonel Bougon-Duclos tomba dans le piège, car, à force de pousser en avant, il tomba tout à coup sous le feu d'une batterie de six pièces, et en face de cinq à six cents cavaliers qui se précipitent sur lui et le font reculer jusqu'à Bàscara.
Le général Rougé s'avance alors pour soutenir nos hussards, mais l'infanterie espagnole du col Oriol vient aussi d'accourir sur le champ de bataille, et, pendant qu'un gros détachement marche sur Calabuig (es), le régiment des volontaires de la Couronne prend, en dehors et à l'ouest de Bàscara, une position menaçante. Alors, voyant ses deux, ailes compromises, le général Pérignon ordonne à son lieutenant de repasser la Fluvià. Devant une nombreuse cavalerie, ce mouvement rétrograde avait ses dangers, cependant, grâce à l'artillerie de la rive gauche, il s'effectua avec assez d'ordre pour que nos chasseurs pussent ramener 50 prisonniers et 30 chevaux qu'ils avaient trouvés à Bàscara.

### Attaque de droite
Sur ces entrefaites, le général Augereau se contentait d'envoyer le général Beyrand, avec 2 000 fantassins, 200 chevaux et une compagnie d'artillerie, garnir les hauteurs de Crespià, comme pour menacer le pont d'Esponellà, manœuvre à laquelle le général Vives (en) répondait en se déployant sur les crêtes en arrière du pont, et en lançant sa cavalerie sur la rive gauche.
 Pendant quatre heures, on se borna, de part et d'autre, à des coups de canon perdus et à quelques évolutions de cavalerie. Enfin le général Beyrand, entraîné par le mouvement rétrograde du général Pérignon, se retire dans la direction d'Espinavessa (ca). Il est suivi par la cavalerie espagnole, mais il s'arrête, et dissimule dans un fourré deux pièces chargées à mitraille, qui calment bientôt l'ardeur de ceux qui le serrent de trop près. Cependant, arrivé au bord du ravin qui le séparait d'Espinavessa, il voit tout à coup la rive opposée se couvrir de baïonnettes ennemies. C'était le général La Romana qui, du camp de Vilert (ca), à la faveur d'un bois et d'un lacet de la Fluvià, avait traversé cette rivière et envahi le village d'Espinavessa (ca), d'où il débouche pour couper la retraite la colonne française. D'autre part, les troupes espagnoles postées à Besalú, descendent le long de la Fluvià sur les arrières, car, à la nouvelle de la retraite du centre, toute la gauche des Espagnols s'était mise en mouvement. Le général Beyrand est donc enveloppé et contraint de faire face de tous côtés, mais le péril doublant son audace et ses forces, il s'ouvre un passage et regagne le point d'où il était parti.

### Attaque de gauche
La division de gauche n'avait pas mieux appuyé l'attaque centrale. 
En effet, à peine la brigade Banel, 2 000 hommes d'infanterie et 260 chevaux, avait-elle traversé la Fluvià à Sant Pere Pescador, et s'était elle emparée de L'Armentera, village assis au débouché du pont dont Sant Pere Pescador occupe l'entrée, que deux colonnes de hussards espagnols, 1 000 chevaux environ, avaient sauté, en amont et en aval de Sant Pere Pescador, sur la rive gauche et avaient ainsi obligés les Français à la regagner bien vite. Toutefois, la bonne position que le général Banel sut prendre sur un terrain accidenté, entre la rivière et Vilamacolum, lui avait permis de tenir tête à cette cavalerie qui s'obstinait à le suivre. Cependant, à l'arrivée du régiment espagnol de la Reine, dont le colonel, un des défenseurs de Roses, se fit tuer, la brigade française dut céder le terrain, après cinq heures de manœuvres et de charges repoussées.

### Suite de ces deux combats
« Notre principale intention, dit le rapport général de cette journée, était de connaître parfaitement quelle position avait l'ennemi, et l'on s'en était solidement assuré. On avait acquis de plus la conviction que, malgré l'accroissement de leur effectif, malgré leur position concentrée, malgré les efforts de leur chef pour corriger un système de tactique inactive pour un système agissant, les Espagnols n'en étaient ni plus entreprenants, ni même plus rassurés ». Nous pouvions consta-
ter, En effet, il se constatait que le général Urrutia (es), provoqué par des fractions éparses de nos trois divisions, mais paralysé sans doute par le souvenir des échecs de son prédécesseur, n'avait pas su se servir de la masse centrale qu'il avait en main au col d'Oriol, pour écraser la gauche française, après l'avoir acculée à la mer.

Si, malgré d'incontestables progrès, il semblait possible de reconnaître encore les vaincus de la dernière campagne, on n'en reconnaissait plus les vainqueurs. Au reste, de part et d'autre l'ardeur allait en s'éteignant, on sentait que la paix était imminente, et ce qui préoccupait avant tout les deux armées rivales, c'était d'observer, dans l'initiative des attaques, une sorte de tour chevaleresque. Or, comme les Espagnols nous avaient prévenus le 16 et que nous les avions devancés le 17, les deux partis rentrèrent, dès le lendemain, dans une inaction qui dura vingt jours, et dont le hasard seul, l'explosion accidentelle d'un magasin à poudre, les fit sortir.

### Référence
- Émile Simond : Historique des nouveaux régiments créés par la loi du 25 juillet 1887 pages 14-15
- Joseph Napoléon Fervel : Campagnes de la Révolution française dans les Pyrénées-Orientales, 1793-1794-1795. Tome 2, page 301 et suivantes